# 2024年—2025年也门空袭
2024年1月12日上午，美国和英国在澳大利亚、巴林、加拿大和荷兰的支援下，对也门胡塞武装发起一系列空襲和巡航导弹袭击，以回应胡塞武装袭击红海船只。胡塞武装此前声称，对红海船只的袭击是为了在以色列—哈马斯战争中支持巴勒斯坦人。空袭发动的前一天，联合国安理会要求胡塞武装立即停止对红海船只的袭击。

## 背景

胡塞武裝襲擊曼德海峽的商船。

自2023年11月19日以来，胡塞武裝一直攻擊途徑紅海的国际商船以及美國海軍和英國皇家海軍的軍艦，引發2023年紅海危機。 
到2023年12月21日，埃拉特港的活動因胡塞武裝行動而下降了85%。埃拉特港是以色列經由紅海通往亞洲的唯一便捷航運通道，無需通過蘇伊士運河。
在2023年12月30日胡塞武裝攻擊馬士基杭州號（Maersk Hangzhou）貨輪之前，美國共擊落了24枚胡塞武裝飛彈和無人機，部署海軍艦艇保護紅海海上航线，但並未與胡塞武裝直接交戰。

## 時間線

### 2024年
美国国会议员和國防部官員要求懲罰胡塞武装。 1月3日，美国和一些国家向胡塞武装发出最后通牒，要求其停止破坏紅海航行自由。 英国内阁召开会议，首相里希·苏纳克允許英國空軍空襲也門胡塞武裝。 
1月11日晚间，胡塞武装领导人发表声明，表示胡塞武装不会停止对红海航线的打击，美国不要采取令局势升级的措施，否则美国领导的联军将面临胡塞武装“更大规模打击”。
1月12日凌晨，4架英國皇家空军的台风战斗机从亞克羅提利與德凱利亞起飛，之後前往也門轟炸胡塞武裝。萨那、荷台達和扎马尔等胡塞武裝控制區发生爆炸。胡塞武装表示，美国和英国军队对也门发动73次袭击，造成5名武装人员死亡，另有6人受伤。
1月13日，美國證實已對也門胡塞武裝發動第二輪空襲，第二輪空襲由美軍單獨執行，美國的卡尼号驱逐舰发射战斧巡航导弹打击胡塞武裝目标。美國官員表示對也門的空襲獲得加拿大、澳大利亚、巴林、荷兰等盟國支持，又稱胡塞若不收手，拜登將會下令更多空襲。
1月14日晚间，胡塞武装表示，荷台达省北部地区再次遭到美国、英国空袭。不過美國否認空襲。
1月16日、17日、18日，美軍連續三次對胡塞武裝控制地區發動空襲。
1月20日，美军表示当天摧毁了胡塞武装的一个反舰导弹发射器。
1月23日，胡塞武装发言人表示，当天美英联军对也门发动了18次空袭。
1月27日，美国和英国对也门一港口发动两次空袭。
1月31日下午，胡塞武装称美英空袭了萨达的一处目标。美國軍方表示击中和摧毁了胡塞武装一枚正准备发射的地对空导弹。2月1日，胡塞武裝表示美国和英国凌晨对荷台达北部发动了数次空袭。
2月3日，胡塞武装控制的电视台表示，美国和英国对也门首都萨那和其他省份的胡塞武装目标发动了空袭。當天40多名胡塞武装分子在空袭中丧生。
2月4日，美国击中胡塞武裝一枚反舰巡航导弹。
2月14日，美國中央司令部打擊了胡塞武装的一枚反舰巡航导弹。
2月19日，胡塞武裝表示在荷台達擊落一架美國無人機。
2月24日，英美对也门8处地点的18个胡塞武装目标发动了空袭。
3月1日，美國對胡希武裝地對空飛彈進行了打擊，該飛彈被認為對該地區的美國飛機構成威脅。
3月4日，美国对胡塞武装的两枚反舰巡航导弹發動袭击。
3月6日，美國在胡希武裝控制地區對兩架無人機進行了攻擊，對該地區的商船和美國海軍艦艇構成了威脅。
3月7日，美國在胡希控制地區對四枚胡希機動反艦巡航飛彈和一架胡塞無人機進行了打擊。
3月8日，美國在胡希武裝控制地區對兩枚胡希武裝車載反艦飛彈進行了打擊。
3月11日，美國在胡希武裝控制區發動六次攻擊，摧毀一艘無人水下船隻和18枚反艦飛彈。
3月15日，美国中央司令部宣布，摧毁了胡塞武装准备从也门控制区发射的9枚反舰弹道导弹和两架无人机。
3月17日凌晨至上午，美英军队对也门荷台达省多个地区进行了空袭。
4月4日，美国對胡塞武装的一枚反舰导弹發動袭击。
4月25日，美国對胡塞武装的一艘海上無人艦和一架無人機發動袭击。
5月30日，美军击落8架胡塞武装发射的无人机。隨後胡塞武装控制下的荷台达省遭到美国和英国的空袭，造成至少14人死亡，42人受伤。作為回應，胡塞武装又向德懷特·D·艾森豪號航空母艦發射導彈。
6月22日，美英军队对胡塞武装控制下的荷台达省北部拉希亚地区进行了4次空袭。6月26日，美国中央司令部部队摧毁了胡塞武装控制地区的一处雷达站。
7月7日，美国中央司令部美军在胡塞武装控制地区摧毁了两架胡塞武装的无人机。
7月12日，美中央司令部部队稱摧毁了胡塞武装控制区三架无人机。
8月3日，美国中央司令部表示在过去24小时内，美国中央司令部部队在胡塞武装控制区摧毁了一枚导弹和发射器。
8月18日，美国中央司令部表示，过去24小时内，其部队在胡塞武装控制地区摧毁了一架无人机。
10月4日，美国和英国战机对萨那发动4次袭击。10月5日凌晨，美英联军再次对荷台达省发动了3次空袭。
10月17日，美国首次使用B-2战略隐形轰炸机袭击了属于胡塞武裝的5个地下弹药库。
12月21日夜间到22日凌晨，美英联军对萨那及荷台达省实施了空袭。

### 2025年
2025年1月8日，也门政府军人员表示，美军战机当天对也门北部胡塞武装控制的军事基地发动了7次空袭。
3月15日，美軍对胡塞武装组织据点实施大规模军事打击。16日，胡塞武装表示美国的袭击造成至少53人死亡，98人受伤。
3月23日晚，美国对都萨那和萨达發動袭击，造成至少4人死亡，多人受伤。美国国家安全顾问表示，过去两天的美国空袭已击毙了胡塞武装的高级领导人。他還表示，胡塞武装组织的袭击迫使超过七成悬挂美国国旗的船只不得不绕过红海。
4月5日及6日，美军连续空袭胡塞武装控制的多处地区，造成至少6人死亡。
4月17日晚，美军对荷台达省的一個港口发动空袭，造成至少80人死亡。19日晚间，美军针对萨那市和萨那省的空袭又造成10人死伤。
5月4日晚至5日凌晨，美军对萨那和其他三个省发动多次空袭，在萨那造成至少14人受伤。
5月15日，為報復胡塞武裝攻擊本-古里安國際機場，美国和以色列对荷台达省发动了至少48次空袭。

## 反应

### 美國
美國總統拜登證實英美空襲也門，並稱此舉是為了回應伊朗支持的胡塞武裝自2023年11月以來對紅海船隻的襲擊。美國国会反应不一，一些人支持空袭胡塞武裝，另一些人谴责拜登未经国会批准就對外國動武。批评者称，拜登通知国会，然后才能让美国卷入另一场中东冲突，这是战争权力决议的规定。在胡塞武裝遭到第二輪空襲後，美国总统拜登表示已就胡塞武装在红海袭击船只的事情私信伊朗。
参议院共和党领袖米奇·麦康奈尔支持轟炸胡塞武裝，不過他表示总统的决定太遲，總統應該早做決定。
1月18日，美國總統拜登承認空襲未能阻止胡塞武裝攻擊商船。
2月4日，在與伊朗代理人（胡塞武裝）的衝突不斷升級之際，國務卿安東尼·布林肯出訪中東。

### 其他
英国認為此次空襲使得胡塞武装很難再威胁途徑紅海的商船。
沙特阿拉伯外交部呼吁保持克制并“避免升级”。
胡塞武装表示，美英的空袭是“大规模侵略行为”、“对也门主权的直接侵犯”，也是对以色列在加沙行动的支持。两国将为此“付出沉重代价”，胡塞武装将对美英两国的军事设施和基地发起更多攻势。也门人民將繼續支持巴勒斯坦人，继续阻止以色列船只在亚丁湾和红海的航行。也門近10万民众上街游行示威，表达对空袭的愤怒和对巴勒斯坦人的支持。1月23日，胡塞武装要求所有美国籍和英国籍的联合国工作人员在一个月内离开该组织控制地区。
伊朗方面表示强烈谴责美国和英国对也门多个城市发动的军事袭击，此举侵犯了也门主权和领土完整。近百名民众在英国驻伊朗大使馆门前集会，抗议英美空袭，并支持也门民众。有抗议民众试图冲击英国大使馆，被军警拦下。伊朗還決定在边境部署新的导弹分队和无人机部队。伊朗总统同時与胡塞武装领导人通话。
澳洲政府表示支持打擊襲擾國際航道的胡塞武裝份子，澳洲總理安東尼·艾班尼斯證實澳洲向美國和英國的空襲行動提供支援。
联合国秘书长安东尼奥·古特雷斯呼吁有关各方避免使也门紧张局势进一步升级。他同时强调对红海地区国际船只的袭击是“不可接受的”。聯合國也門問題特使對事態發展表示擔憂，敦促所有相關方保持最大限度的克制，優先考慮外交而不是軍事選擇。
德國外交部長安娜琳娜·貝伯克稱支持英美兩國空襲也門胡塞武裝份子，表示由于胡塞襲擊國際商船，空襲胡塞是符合聯合國憲章的自衛行動。
法国总统马克龙表示法方担忧局势升级，法国决定不加入美国和英国空袭胡塞武装目标的联盟。